# Alessandro Valia
Alessandro Valia (Bologna, 8 agosto 1974) è un pilota motociclistico italiano, vincitore del campionato italiano Superstock 1000 nel 2002.

## Carriera
Nel 1989 partecipa al campionato italiano Sport Production 125 Under 21 con Aprilia AF1 125; dopo poche gare arriva la prima vittoria. Nel 1990 partecipa ancora al campionato Italiano Sport Production 125 Under 21 con Futura Aprilia 125; grazie a numerosi piazzamenti viene ammesso alle finali del campionato. Partecipa come wild-card alla prima gara del campionato Italiano Grand Prix ottenendo un 10º posto in sella ad una Honda RS125. Continua anche nell'anno 1992 la sua presenza nel campionato Italiano Sport Production 125 Under 21, questa volta con il team Gilera. Partecipa al Trofeo Moto Estate.
Nel 1992 lascia la Gilera per la Cagiva Mito 125 del team Lusardi e conferma la sua partecipazione al Campionato Italiano Sport Production 125 Under 21, ripetendosi con questo team anche l'anno successivo il 1993. Nel 1994 Alessandro Valia affronta il salto di categoria partecipando al Campionato Italiano Sport Production classe 600 con Yamaha FZR. Riesce ad ottenere un 3º posto nella sua prima gara e un 2º posto assoluto nelle selettive del campionato. Nel 1995 passa alla Honda CBR 600, cogliendo, sul circuito di Varano De Melegari, la prima vittoria con la 600, aggiudicandosi pole position, giro veloce e vittoria. Grazie ad altri risultati, Valia si classifica al secondo posto assoluto nelle selettive di zona, accedendo così di diritto alle finali di campionato.
Nel 1996 prende il via al Campionato Italiano 600 Sport Production sempre in sella alla Honda CBR 600. Grazie risultati ottenuti, prende parte anche all'ultima prova degli Assoluti d'Italia 600 Supersport, tenutasi al Mugello, nelle file del team Honda Rumi. Dal 1997 fino al 1999 ha sempre partecipato nel Campionato Italiano 600 Sport Production con una Honda CBR 600, ottenendo dieci piazzamenti sul podio e due vittorie. Nel 2000 e nel 2001 affronta la stagione in sella alla Ducati 748 del team Ducati Pisa e si gioca il titolo in entrambe le occasioni all'ultima gara, non riuscendo però ad aggiudicarselo. Nel 2001 inoltre, partecipa al campionato italiano Supersport concludendo all'ottavo posto in campionato.
Nel 2002 entra nelle file di Ducati Corse e affronta la stagione con la Ducati 998S. Con una moto gestita da un team privato, l'RS Racing Pisa, ma con supporto ufficiale Ducati, Valia vince il campionato Italiano Velocità Superstock 1000, sopravanzando Gianluca Vizziello e Lorenzo Alfonsi nell'ultima gara di campionato corsa sul circuito di Misano Adriatico. Nello stesso anno con la Ducati 996 RS numero 50 del team Bassani, partecipa come wild card ai tre appuntamenti italiani del mondiale Superbike, terminando entrambe le gare del round di Monza nei primi quindici e conquistando così i suoi primi punti iridati. Nel 2003 si presenta al Campionato Italiano Velocità Superstock 1000 come campione in carica. Il suo compagno di squadra nel team Ducati Rox Racing è Lorenzo Lanzi. I due piloti si giocano il titolo gara per gara ma alla fine del campionato la spunta Lorenzo Lanzi. Nel 2004 cambia categoria e passa alla 600 Supersport, sempre nel Campionato Italiano Velocità con una Ducati 749R. Su cinque prove in campionato, ottiene da due ritiri e tre arrivi in zona punti, terminando la stagione in 17ª posizione. Nel 2005, cambia moto e categoria lasciando la Ducati per la Yamaha YZF-R1 del Team Top Ride Racing e passando dalla 600 Supersport alla classe Superbike. Cambia anche la fornitura di pneumatici, da Pirelli all'inglese Dunlop. Con due piazzamenti nella top-ten a Vallelunga e Monza chiude la stagione al 18º posto. Durante il periodo invernale di quell'anno annuncia il ritiro dall'attività agonistica. Torna a calcare le piste nel 2013 come pilota titolare nel CIV Superbike con il team TMF sulla nuova Ducati V4 Panigale. La stagione è sfortunata e carente di risultati, conquista solo quattro punti grazie al 12º posto in Gara1 a Imola, classificandosi 30º in classifica generale. Nel 2015 partecipa al National Trophy nella classe Superbike, nuovamente ancora con Ducati V4 Panigale. Con quattro vittorie e un secondo posto nelle prime 5 gare si laurea campione con una gara di anticipo.
Lasciato l'agonismo, lavora presso Ducati Motor Holding come collaudatore per i modelli di produzione della casa bolognese.

## Risultati in gara nel mondiale Superbike
| 2002 | Moto   |  |  |  |  |  |  |  |  |    |    |  |  |  |  |    |     |  |  |  |  |  |  |  |  |    |    | Punti | Pos. |
| ---- | ------ |  |  |  |  |  |  |  |  | -- | -- |  |  |  |  | -- | --- |  |  |  |  |  |  |  |  | -- | -- | ----- | ---- |
| 2002 | Ducati |  |  |  |  |  |  |  |  | 13 | 15 |  |  |  |  | 18 | Rit |  |  |  |  |  |  |  |  | 19 | 17 | 4     | 35º  |

| Legenda | 1º posto        | 2º posto            | 3º posto           | A punti      | Senza punti        | Grassetto – Pole position Corsivo – Giro più veloce |
| Legenda | Gara non valida | Non qual./Non part. | Ritirato/Non class | Squalificato | '-' Dato non disp. | Grassetto – Pole position Corsivo – Giro più veloce |